# أحمد الكسار
أحمد علي الكسار لاعب كرة قدم سعودي ، يلعب حارس مرمى في نادي القادسية الذي ينافس في الدوري السعودي للمحترفين.
كان في نادي الترجي في القطيف وإنتقل في عام 2009 إلى نادي الرائد و لعب له لمدة 6 مواسم وبعدها إنتقل إلى نادي الاتفاق في عام 2015 و إنتقل إلى نادي الفيصلي عام 2018 ثم إنتقل إلى الفيحاء عام 2023.
ثم قدم أداءاً تاريخياً في مباراة السعودية ضد كوريا الجنوبية بكأس آسيا 2023، وجذب انتباه عده من الأندية السعودية ومنها نادي القادسية الذي وقع معه في 2024.. وعام 2025 وقع لنادي الهلال السعودي

## روابط خارجية
- أحمد الكسار على موقع قاعدة بيانات كرة القدم.إي يو (الإنجليزية)
- أحمد الكسار على موقع ناشيونال فوتبول تيمز (الإنجليزية)
- أحمد الكسار على موقع Soccerway.com (الإنجليزية)
- أحمد الكسار على موقع عالم كرة القدم.نت (الإنجليزية)